# 原健策
原 健策（はら けんさく、1905年4月23日 - 2002年2月7日）は、日本の俳優。1953年までの芸名は原 健作。広島県呉市出身。本名は松原 義男。時代劇を中心に脇役として活躍した。
所属は第二新国劇から千恵プロ、1937年に解散した後は日活太秦撮影所、1942年に大都京都、1949年から東映へ移り、最後の芸能事務所は龍プロダクション。
娘は女優の松原千明、孫はモデルの松原すみれ。

## 来歴
三男三女の末子として生まれた。1923年に旧制呉港中学校を中退。新民衆劇学校（のち第二新国劇）に1期生として卒業、2期生だった大河内傳次郎とともに第二新国劇の看板役者となる。
1925年に聯合映画芸術家協会『弥陀ヶ原の殺陣』の国定忠治役で映画デビュー。1926年第二新国劇退団。1934年、新興キネマ京都へ入社、映画俳優に転進し『忠次売出す』で映画デビューを果たす。時代劇映画が主流だった頃には伊丹万作・溝口健二の作品に出演。『まぼろし城』（1940年）や『天兵童子』（1941年）など、子供向け映画で主演もあるが、大河内傳次郎・阪東妻三郎・片岡千恵蔵・嵐寛寿郎ら主演作品で準主演を務めた。
悪人・正体不明の怪人役などの難役をこなし、現場の信頼も厚く引っ張りだこで、「難役の健さん」と呼ばれた。
戦後、東映に移ってからもすっとベテランとして重宝がられ、新人に時代劇のセオリーをコーチする必要があるとまっ先に原が指名されたという。北大路欣也も『黄金の伏魔殿』（1957年）で共演した原に演技指導をして頂いたと述べている。
1960年代以降はテレビ映画やドラマでも活動し始め、時代劇の脇役として活躍した。『柳生一族の陰謀』と『柳生あばれ旅』では千葉真一扮する柳生十兵衛や山村聰扮する柳生但馬守に仕える温和な下男でセミレギュラー出演し、朗らかに演じている。
2002年に老衰のため死去した。96歳没。

## 出演

### 映画

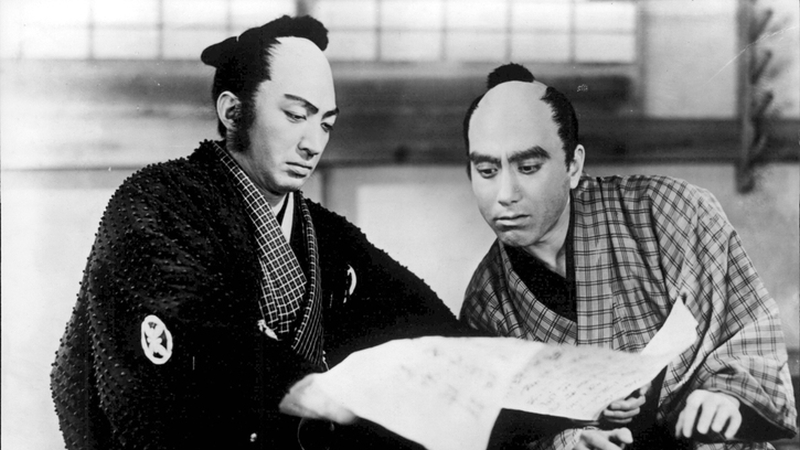
右から片岡千恵蔵、原健作　1936年 『赤西蠣太』

- 弥陀ケ原の殺陣（1925年、聯合映画芸術家協会） - 国定村の忠治
- 義憤の血煙（1925年）
- 長崎留学生（1935年）
- 姓は丹下 名は茶善（1935年、新興キネマ） - 鼠小僧
- 赤西蠣太（1936年、日活） - 青鮫鱒次郎
- 女殺油地獄（1936年、日活） - 吉野屋勘助
- 月形半平太（1937年、日活） - 早瀬辰馬
- 鞍馬天狗 角兵衛獅子（1938年、日活） - 沖田総司
- 清水港（1939年、日活） - 角太郎
- まぼろし城（1940年、日活）
- 天兵童子（1941年、日活） - 南木菩提次
- 伊賀の水月（1942年、大映） - 池田忠雄
- マリア・ルーズ號事件 奴隷船（1943年、大映） - 来島譲介
- かくて神風は吹く（1944年、大映） - 惣那重明
- 狐の呉れた赤ん坊（1945年、大映） - 松屋容齋
- おかぐら兄弟（1946年、大映） - 矢来新助
- 七つの顔（1946年、大映） - 御園部
- 海の狼（1947年、大映） - 宮川
- Zの戦慄（1948年、大映） - 伴さん
- 天狗飛脚（1949年、大映） - 金仏の六助
- にっぽんGメン 難船崎の血闘（1950年、東横映画） - 田宮警務係長
- 獅子の罠（1950年、東横映画） - 串川孫作
- 八ツ墓村（1951年、東映） - 笹塚英介
- 清水港は鬼より怖い（1952年、東映） - 近目の利一
- 大菩薩峠 甲源一刀流（1953年、東映） - 土方歳三
- 悪魔が来りて笛を吹く（1954年、東映） - 新宮利彦
- 里見八犬伝（1954年、東映） - 里見義成
- 月笛日笛（1955年、東映） - 豊臣秀吉
- 紅顔の若武者 織田信長（1955年、東映） - 林佐渡守
- 赤穂浪士 天の巻 地の巻（1956年、東映） - 片岡源五右衛門
- 喧嘩道中（1957年、東映） - 鬼の小平
- 水戸黄門（1957年、東映） - 葉山庄之助
- 黄金の伏魔殿（1957年、東映） - 藤懸左平太
- 旗本退屈男（1958年、東映） - 奥山大学
- 国定忠治（1958年、東映） - 村井清左衛門
- 忠臣蔵 櫻花の巻・菊花の巻（1959年、東映） - 片岡源五右衛門
- 里見八犬伝（1959年、東映） - 里見義実
- 血槍無双（1959年、東映） - 片岡源五右衛門
- ひばり捕物帖 ふり袖小判（1959年、東映） - 奥田十兵衛
- 壮烈新選組 幕末の動乱（1960年、東映） - 宮部貞三
- 怪談五十三次（1960年、東映） - 三原弾正
- 反逆児（1961年、東映） - 羽柴秀吉
- 瞼の母（1962年、東映） - 素盲の金五郎
- 怪談三味線堀（1962年、東映） - 越後屋和兵衛
- 右門捕物帖 蛇の目傘の女（1963年、東映） - 弥五郎
- 忍者秘帖 梟の城（1963年、東映） - 下柘植次郎左衛門
- 八州遊侠伝 男の盃（1963年、東映） - 黒岩の松五郎
- 雲の剣風の剣（1963年、東映） - 目明し、明鴉の仙蔵
- 続隠密剣士（1964年、東映） - 墨衣源内
- 日本侠客伝シリーズ（東映）
  - 日本侠客伝 関東篇（1965年） - 森田
  - 日本侠客伝 血斗神田祭り（1966年） - 増田
  - 日本侠客伝 白刃の盃（1967年） - 政二郎
  - 日本暗黒史 血の抗争（1967年） - 山科総務部長
  - 日本侠客伝 絶縁状（1968年） - 伊坂馬之助
- 明治侠客伝 三代目襲名（1965年、東映） - 佐川
- 主水之介三番勝負（1965年、東映） - 鶴丸一角
- 関東やくざ嵐（1966年、東映） - 桑島
- 大忍術映画 ワタリ（1966年、東映） - トリコ
- 続・兄弟仁義（1966年、東映） - 腰越親分
- 怪竜大決戦（1966年、東映） - 善兵衛
- 銭形平次（1967年、東映） - 荒尾但馬守
- 博奕打ち 総長賭博（1968年、東映） - 五井友次郎組長
- 山口組三代目（1973年、東映） - 前田
- あゝ決戦航空隊（1974年、東映） - 梅津美治郎
- お吟さま（1978年、東宝） - 今井宗久

### テレビ作品
- 姿三四郎（1963年 - 1964年、CX / 日本電波映画社）
- 新・隠密剣士（1965年、TBS / 宣弘社）
- 新選組血風録（1965年、NET / 東映） - 半井玄節
  - 第7話「菊一文字」
  - 第15話「脱走」
- 素浪人 月影兵庫（NET / 東映）
  - 第1シリーズ 第12話「赤い渦が捲いていた」（1966年） - 小野木重ヱ門
  - 第2シリーズ 第39話「貴様と俺とはバカだった」（1967年） - 岡部主水
  - 第2シリーズ 第102話「大口たたいて抜けていた」（1967年） - 地獄のおじい
- 銭形平次（CX / 東映）
  - 第6話「八五郎子守唄」（1966年） - 久太郎
  - 第37話「十手飛脚」（1967年） - 寅吉
  - 第77話「江戸の野良犬」（1967年） - 日輪堂金兵衛
  - 第154話「闇夜の短筒」（1969年） - 斧塚一貫
  - 第223話「ふたつの顔の女」（1970年） - 不知火屋甚五郎
  - 第231話「矢場へ来た用心棒」（1970年） - 津村帯刀
  - 第290話「死者の証言」（1971年） - 甚五郎
  - 第402話「父と子と」（1974年） - 備前屋清右衛門 他
- 新吾十番勝負 （TBS / 松竹テレビ室）
  - 第10話「きつね御殿」（1966年）- 河内典膳
  - 第32話「音無し片手剣法」（1967年）- 山田図書
- 風 第7話「その火薬をわたすな」（1967年、TBS / 松竹）
- 神州天馬侠（1967年、ABC / 松竹）
- 仮面の忍者 赤影 第27話「根來十三忍」〜第39話「六大怪獣大逆襲」（1967年、KTV / 東映） - 暗闇鬼堂
- あゝ忠臣蔵（1969年、KTV / 東映） - 高田玄伯
- 妖術武芸帳（1969年、TBS / 東映） - 毘沙道人
- 素浪人 花山大吉（NET / 東映）
  - 第6話「若様はおからが好きだった」（1969年） - じい
  - 第27話「カッコが良すぎて駄目だった」（1969年） - 軽部主水
  - 第49話「オケラが三匹揃っていた」（1969年） - 山川仁右衛門
  - 第68話「道は地獄へつづいていた」（1970年） - 地獄の吉兵衛
  - 第84話「地獄の槍が呼んでいた」（1970年） - 和助
  - 第103話「目をさましたら、死んでいた」（1970年） - お父っつあん
- 花のお江戸のすごい奴 第11話「くちなしの花が散る」（1969年、CX / 東映 / 新国劇） - 角屋久右衛門
- 水戸黄門（TBS / C.A.L）
  - 第1部 第8話「まぼろしの剣 -浜松宿-」（1969年9月22日） - 万場将監
  - 第2部
    - 第10話「対決 -弘前-」（1970年11月30日） - 古沢庄左衛門
    - 第21話「泣くものか -大井-」（1971年2月15日） - 八蔵

  - 第6部 第20話「若者の恋 -和歌山-」（1975年8月11日） - 根来覚左衛門
  - 第11部
    - 第23話「鎌倉彫にかけた意地 -鎌倉-」（1981年1月19日） - 五平
    - 第26話「一陽来復水戸の春 -岩槻・水戸-」（1981年2月9日） - 市兵衛
- 柳生十兵衛（CX / 東映）
  - 第11話「風神ヶ原の対決」（1970年） - 中堂寺長門
  - 第23話「柳生の竜虎」（1971年） - 柳生兵庫介
- 大岡越前（TBS / C.A.L）
  - 第1部 第3話「謎の父子鶴」（1970年3月30日）　- 三日月藩江戸留守居役・下坂刑部
  - 第2部 第12話「まごころ」（1971年8月2日） - 目付・水野監物
  - 第3部 第25話「義賊かまいたち」（1972年12月4日） - 甚兵ヱ
  - 第5部
    - 第3話「欲しかった思い遣り」（1978年2月20日） - 寺の和尚
    - 第16話「通りゃんせ」（1978年5月22日） - 大和屋甚助

  - 第6部
    - 第14話「父の死を願った息子」（1982年6月7日） - 覚三
    - 第31話「呪われた縁談」（1982年10月11日） - 又造

  - 第7部 第4話「義賊あざみ小僧」（1983年5月16日） - 清七
- 徳川おんな絵巻 第15話「幻の姦通」・第16話「愛と野望と」（1971年、KTV / 東映） - 本多安房守
- 軍兵衛目安箱 第19話「密告」（1971年、NET / 東映） - 鏑木
- 千葉周作 剣道まっしぐら 第40話「花と六連発」（1971年、TBS）- 桃井伴山
- 遠山の金さん捕物帳（NET / 東映）
  - 第84話「三ん下を男にした女」（1972年） - 仙送
  - 第114話「笑って死んだ女」（1972年） - 仁蔵
  - 第145話「金さんを殺した女」（1973年） - 藤八
- 忍法かげろう斬り 第21話「人肌愛憎剣」（1972年、KTV / 東映） - 巴屋銀右衛門
- 世なおし奉行 第24話「幽霊小判」（1972年、NET）
- 必殺仕掛人 第12話「秋風二人旅」（1972年、ABC / 松竹） - 白子屋菊右衛門
- 長谷川伸シリーズ 第30話「六車の額太郎」（1973年、NET / 東映） - 総兵衛
- いただき勘兵衛 旅を行く 第6話「錆びた十手が泣いたとさ」（1973年、NET / 東映） - 与平
- 江戸を斬る （TBS / C.A.L）
  - 江戸を斬る 梓右近隠密帳 第15話「笹野権三誉れの仇討ち」（1974年） - 佐分利左内
  - 江戸を斬るVI 第5話「消えた怪盗土蜘蛛十蔵」（1981年） - 源七
- 唖侍 鬼一法眼 第13話「黒髪地獄」（1974年、NTV / 勝プロ） - 坂田伝右衛門
- けんか安兵衛 第18話「露地の奥の人」（1975年、KTV）
- 遠山の金さん第39話「松風聴いた母子草」(1976年、NET)  - 大河原藩江戸家老 武藤
- 影同心II 第23話「一殺多生政商を斬る!!」（1976年、MBS / 東映） - 黒岩市之進
- お耳役秘帳 第6話「おぶん破れ傘」（1976年、KTV / 歌舞伎座テレビ） - 備前屋清兵衛
- 桃太郎侍 （1976-81年、NTV / 東映）
  - 第20話「夫婦纏が紅蓮に舞った」 - 政五郎
  - 第77話「男涙のけつねうどん」 - 後藤備後守
- 柳生一族の陰謀（1979年、KTV / 東映）
  - 第15話「不倫の妖刀」 - 柳生巖勝
  - 第34話「やわ肌の秘密」 - 弥助
  - 第36話「烏丸少将の最期」 - 弥助
- 柳生あばれ旅（ANB / 東映） - 孫兵衛
  - 第2話「紅い宿場の用心棒 -保土ヶ谷-」（1980年）
  - 第13話「殴り込み! 女風呂 -白須賀-」（1981年）
- 雪姫隠密道中記 第13話「忍びの里の復讐鬼 -伊賀-」（1980年、MBS / S.H.P） - 弥平次
- 吉宗評判記 暴れん坊将軍（ANB / 東映） 
  - 第74話「江戸煩いを叩き出せ!」（1979年） - 石野丹下
  - 第136話「江戸育ち女棟梁」（1980年） - 司馬岳堂
  - 第173話「瀬戸のさざ波乙女波」（1981年） - 惣兵衛
  - 第189話「鬼を哭かせた母ごころ」（1981年） - 天城屋惣兵衛
- 斬り捨て御免!第2シリーズ（1981年、12Ch / 歌舞伎座テレビ）第7話「偽装心中なみだ川」 - 仁助